# 圣博泽伊
圣博泽伊（法語：Saint-Bauzeil，法語發音：[sɛ̃ bozɛj]）是法国阿列日省的一个市镇，位于该省中北部，属于帕米耶区。

## 地理
圣博泽伊（43°4'37"N, 1°34'22"E）面积4.47 平方千米，位于法国奧克西塔尼大區阿列日省，该省份为法国西南部内陆省份，西部和北部与上加龙省接壤，东临奥德省，东南至东比利牛斯省接壤，南与安道尔和西班牙接壤。
与圣博泽伊接壤的市镇（或旧市镇、城区）包括：阿尔蒂、伯纳格、帕米耶、里约德佩勒波尔、圣维克托-鲁佐。

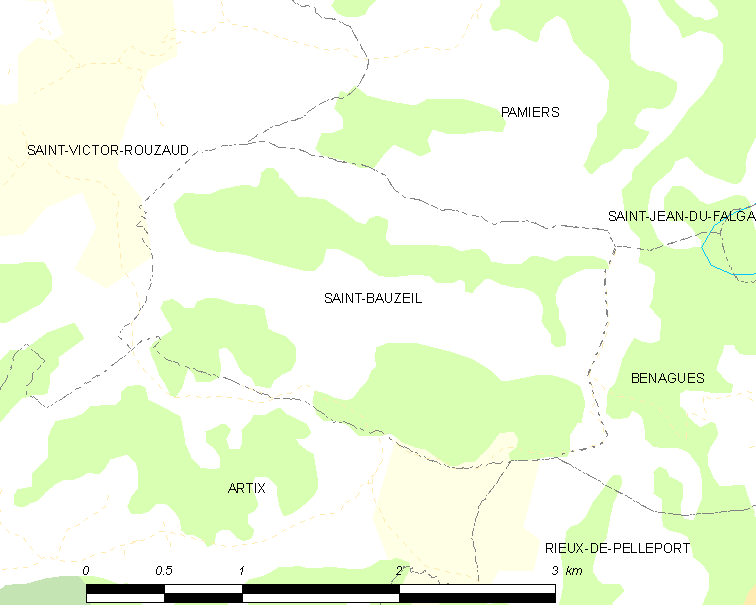
圣博泽伊的OSM定位图

圣博泽伊的时区为UTC+01:00、UTC+02:00（夏令时）。

## 行政
圣博泽伊的邮政编码为09120，INSEE市镇编码为09256。

## 政治
圣博泽伊所属的省级选区为帕米耶第一县。

## 人口

1962-2008年间圣博泽伊人口变化图示

圣博泽伊于2022年1月1日时的人口数量为57人。